# Brynica (rivière)
Pour les articles homonymes, voir Brynica.
Brynica est une rivière de la voïvodie de Silésie et de la Petite-Pologne dans le Sud de la Pologne longue d'environ 55 kilomètres et est un affluent de la rivière Czarna Przemsza.

## Géographie
Elle prend sa source à Mysłów, et circule à travers Piekary Śląskie, Wojkowice, Czeladź, Siemianowice Śląskie, Świerklaniec, Katowice, Sosnowiec et finalement Mysłowice où elle rejoint la rivière Czarna Przemsza.